# Corydalus clavijoi
Corydalus clavijoi là một loài côn trùng trong họ Corydalidae thuộc bộ Megaloptera. Loài này được Contreras-Ramos miêu tả năm 2002.